# Gaute Niemann
Gaute Niemann er en dansk bassist og keyboardspiller, der spiller i Spleen United, sammen med sin bror Bjarke Niemann. Han kommer oprindeligt fra Jelling og gik på Rosborg Gymnasium og HF i Vejle.